# De Blankenberge Tapes
De Blankenberge Tapes is een Nederlandse misdaadpodcast, in 2019 geproduceerd door productiemaatschappij Room for Film, in co-productie met de VPRO. De driedelige podcast werd geschreven en geregisseerd door Pascal van Hulst en Tom Hofland. De podcast werd in 2020  genomineerd voor de Prix Europe en de DirectorsNL Award, en in 2024 naar het Engels vertaald als The Margate Murders.

## Productie
Het streven van de makers, Van Hulst en Hofland, was om een puur fictief hoorspel te maken, dat zodanig natuurlijk en geloofwaardig over zou komen, dat de luisteraar kon denken dat het om een waargebeurd verhaal ging. Om dit voor elkaar te krijgen, bedachten ze een podcast over een misdaad, die gebracht zou worden in documentaire-vorm. Voor de verschillende rollen werden de acteurs Johan Heldenbergh, Nyncke Beekhuyzen, Abe Dijkman en Sterre van Sprundel benaderd. Zij kregen vooraf geen vastomlijnd script, maar een uitgebreide beschrijving van hun personage. Vervolgens werden ze geïnterviewd, waarin ze op basis van hun personage vrijelijk konden improviseren. De interviews werden vervolgens in de podcast verwerkt, inclusief versprekingen, onafgemaakte zinnen en andere natuurlijke spreektaal.

## Verhaal
De Blankenberge Tapes wordt gebracht als driedelige documentaire, over twee moordzaken en een prille liefde in de West-Vlaamse badplaats Blankenberge. Twee betrokken rechercheurs, de broer van de eerste vermoorde vrouw, en de Amsterdamse studente Maja, vertellen in de podcast elk hun kant van het verhaal. De drie afleveringen zijn achtereenvolgens gewijd aan de zaak Robert Josse (aflevering 1), de zaak Maarten Bevelaer (aflevering 2) en de zaak Arthur Gijssens (aflevering 3).
In het heden (2019) ontmoet de 26-jarige Maja via Tinder een man van in de 40, met wie ze een relatie krijgt, en die haar voor een weekendje meeneemt naar Blankenberge.
In 2013 wordt de 27-jarige Hanna Rentmeester vermoord. Haar vriendje, Robert Josse, wordt gezien als hoofdverdachte, maar is sindsdien spoorloos verdwenen. Wanneer er een verband wordt gelegd met een moord van tien jaar eerder, begint zich langzaam de ware toedracht te ontvouwen, waarin Blankenberge een grote rol speelt.

## Publicatie en ontvangst
De serie werd vanaf 5 mei 2019 uitgezonden in het Hoorspelhalfuur, een radioprogramma op NPO Radio 1, en kwam via internet tevens als podcast beschikbaar. Binnen een week na verschijnen was De Blankenberge Tapes de meest gedownloade podcast van Nederland.
De podcast werd in 2020 genomineerd voor de Prix Europa in de categorie Best European Radio Fiction Series of the Year en tevens voor een DirectorsNL Award in de categorie Podcast / Radio Regie. 
In 2024 werd de podcast vertaald naar het Engels als de Margate Murders, ingesproken door onder meer Sheridan Smith en Joanne Froggatt. In plaats van in Blankenberge speelt het verhaal zich af in de Britse badplaats Margate. Bij het uitkomen van deze Engelstalige versie liet podcastmaker Van Hulst weten dat de podcast inmiddels ook vertaald werd naar het Duits, en dat er vanuit Noorwegen en Finland ook interesse was getoond. Ook de streamingsdienst Netflix zou interesse in de serie hebben.

## Rolverdeling
De rolverdeling was als volgt:
- Johan Heldenbergh als Joseph, de broer van een vermoorde zus
- Nyncke Beekhuyzen en Abe Dijkman als rechercheurs Stientje en Milton
- Sterre van Sprundel als de studente Maya, die via Tinder met een oudere man in contact komt